# HD236977
HD236977 є хімічно пекулярною зорею спектрального класу
F0 й має видиму зоряну величину в смузі V приблизно 9,6.